# The Greater Cause
The Greater Cause é o quarto álbum de estúdio do cantor John Schlitt, lançado em 2012.
Em uma colaboração única, John levantou recursos para este CD através do site de financiamento coletivo (Crowdfunding) Kickstarter. Neste modelo de negócio, foi realizada uma parceria criativa em que os fãs do vocalista contribuíram financeiramente para o making of do álbum. Doadores para o projeto, apelidados de TGC Equipes (The Greater Cause Crew, em homenagem ao título do CD), receberam prêmios e brindes especiais de agradecimento com mensagens de John. Eles também tiveram acesso a um site restrito, com Making-of exclusivo da gravação do álbum, incluindo fotos, vídeos e um blog.

## Faixas
Todas as músicas por Dan Needham, exceto onde anotado.
1. "Live It Loud" (Chris Rodriguez, Dan Needham, Scott Faircloff, John Schlitt)
2. "Take Me Home" (Andrew Ramsey, Dan Needham, John Schlitt)
3. "Love Won't Leave Me Alone" (Ed Cash, Dan Needham)
4. "One of These Days" (Dan Needham)
5. "Faith And Freedom" (Ian Eskelin, Dan Needham)
6. "End of Fear" (Ian Eskelin, Dan Needham)
7. "Where I Want To Be" (Dan Needham, Scott Faircloff, John Schlitt)
8. "Hope That Saves The World" (Dan Needham, John Schlitt)
9. "Run" (Gene Miller, Dan Needham, John Schlitt)
10. "The Gift (Dorla's Song)" (Andrew Ramsey, Dan Needham, John Schlitt)
11. "The Cross Remains (Bonus Track)" (Dan Needham, John Schlitt)